# 神尾葉子
神尾 葉子（かみお ようこ、1966年6月29日 - ）は、日本の漫画家。東京都出身。東京工芸大学女子短期大学部（現東京工芸大学）卒業。血液型はB型。

## 略歴
小学生時代はジャカルタに住んでおり、ジャカルタ日本人学校に通っていた。1986年、集英社の『ザ マーガレット』No.19『はたちのままで待ってる』でデビュー。
1992年から2004年まで、月2回刊少女漫画誌『マーガレット』で長期連載された『花より男子』は大ヒット作となった。同作品で第41回（平成7年度）小学館漫画賞（少女部門）を受賞。
『花より男子』は6100万部を売り上げ、少女漫画としては現時点では日本最大のヒット作となっている。コミックスは世界各国で翻訳化され、CDブック・テレビアニメ・映画・テレビドラマとメディア展開された。とくに台湾でのドラマ化（『流星花園』）は大成功し、世界的なヒットとなった。それを受けて日本でもテレビドラマ化され、映画やスピンオフの『花のち晴れ〜花男 Next Season〜』も含めて合計で4シリーズ制作された。
1995年から一時期、高額納税者公示制度（長者番付）の文化人部門にたびたび掲載されていた。

## エピソード
小さい頃からWWEを主としたプロレスや格闘技を愛好し、少女漫画はほとんど読まず、『あしたのジョー』などの少年漫画を模写していた。その影響もあってか、自身の作品の中にも多種多様でコアなプロレス技や乱闘シーンが登場しているのが見受けられる。
2007年11月に創刊された『ジャンプスクエア』（集英社）から、少年漫画を中心にした総合誌に舞台を移し『まつりスペシャル』にて女子プロレスラーを主人公としたストーリーを展開している。
三沢光晴のファンであることを公言している。『まつりスペシャル』第3巻の帯コメントに三沢が寄稿した際には感激し、「三沢さんは自分にとってのアイドル的存在」という熱い思いを、同巻のあとがき漫画に描いている。
第3巻の発売（2009年6月4日発売）から僅か9日後の2009年6月13日、三沢は試合中の事故により永眠した。その訃報を知った神尾は目の前が真っ暗になり、かなり取り乱したという。しばらくは仕事も手につかなかったこと、帯コメントを貰ったことへの感謝などを『まつりスペシャル』を掲載しているジャンプスクエア2009年8月号の巻末作者コメント欄に吐露している。また、『まつりスペシャル』第4巻（最終巻）のあとがき漫画では、第3巻で三沢に帯コメントを貰ったことに対する感謝に加え、「三沢さんは自分にとっての永遠のヒーローです」と、星になった三沢に思いを馳せる神尾の姿が描かれている。

## 作品リスト
全て集英社から刊行されている。
- さよならをありがとう（全1巻、1989年7月）
- あの日に逢いたい（全1巻、1989年10月）
- スキスキ大好き（全1巻、1990年9月）
- めりーさんの羊（全5巻、1991年2月 - 1992年5月）
- 花より男子（『マーガレット』、単行本全37巻、完全版全20巻）
- 花より男子(ノベライズ、共著：竹内 志麻子、コバルト文庫全15巻
- キャットストリート（『別冊マーガレット』、全8巻）
- 映画ノベライズ 花より男子ファイナル（ノベライズ、共著：下川香苗、サタケ ミキオ、コバルト文庫全1巻）
- まつりスペシャル（『ジャンプスクエア』、全4巻）
- キャットストリート（ノベライズ、共著：下川香苗、コバルト文庫2008年8月1日）
- キャットストリート―楽園からの旅立ち（ノベライズ、共著：下川香苗、コバルト文庫2008年9月2日)）
- 虎と狼（『別冊マーガレット』、全6巻）
- いばらの冠（『別冊マーガレット』、2013年5月号 - 2014年4月号、全2巻）
- 花のち晴れ〜花男 Next Season〜（『少年ジャンプ+』、2015年2月15日 - 2019年12月22日、全15巻）
- 花のち晴れ〜花男 Next Season〜（ノベライズ、共著：松田朱夏、集英社みらい文庫、2018年5月11日）

### 単行本未収録作品
- 花より男子 特別編[3]（『マーガレット』2018年9号）